# Пам'ятки архітектури Томашпільського району
У Томашпільському районі Вінницької області під охороною держави знаходиться 17 пам'яток архітектури і містобудування, з них 8 — національного значення.
| Пор. №                 | Найменування пам'ятки             | Датування              | Місцезнаходження       | Охоронний номер        | Дата та № рішення взяття на облік                     |
| Національного значення | Національного значення            | Національного значення | Національного значення | Національного значення | Національного значення                                |
| ---------------------- | --------------------------------- | ---------------------- | ---------------------- | ---------------------- | ----------------------------------------------------- |
| с. Антопіль            |                                   |                        |                        |                        |                                                       |
|                        | Садиба:                           | к.18-д.п.19 ст.        | вул. Жовтнева,46       | 984/0                  | Постанова Ради Міністрів УРСР від 06.09.1979 р. № 442 |
| 1                      | Палац                             | к.18 ст.               | вул. Жовтнева,46       | 984/1                  | -ІІ-                                                  |
| 2                      | Господарський будинок             | д.п.19 ст.             | вул. Жовтнева,46       | 984/2                  | -ІІ-                                                  |
| 3                      | Брама                             | 19 ст.                 | вул. Жовтнева,46       | 984/3                  | -ІІ-                                                  |
| 4                      | Парк                              | к.18 ст.               | вул. Жовтнева,46       | 984/4                  | -ІІ-                                                  |
| с. Комаргород          |                                   |                        |                        |                        |                                                       |
| 5                      | Палац                             | п.п.19 ст.             | вул. Леніна,14         | 985                    | -ІІ-                                                  |
| 6                      | Костьол                           | 1770 р.                | вул. Леніна,6          | 986                    | -ІІ-                                                  |
| с. Марківка            |                                   |                        |                        |                        |                                                       |
| 7                      | Успенська церква (дер.)           | 1767 р.                | Вул. Шкільна,81        | 987/1                  | -ІІ-                                                  |
| 8                      | Дзвіниця Успенської церкви (дер.) | 1767 р.                | вул. Шкільна,81        | 987/2                  | -ІІ-                                                  |
| Місцевого значення     |                                   |                        |                        |                        |                                                       |
| смт Томашпіль          |                                   |                        |                        |                        |                                                       |
| 9                      | Троїцька церква                   | 1806 р.                | вул. Володарського,10  | 178-М                  | Рішення виконкому облради нар. деп.від 14.02.91 № 43  |
| 10                     | Церква Першої Пречистої           | 1803 р.                | вул. Криворучко,24     | 177-М                  | -//-                                                  |
| с. Комаргород          |                                   |                        |                        |                        |                                                       |
| 11                     | Парк                              | к.19 ст.               | с. Комаргород          | 317-М                  | Розпорядження ОДА № 78 від 19.02.96 р                 |
|                        |                                   |                        |                        |                        |                                                       |

## Джерело
- [Архівовано 19 червня 2012 у Wayback Machine.] Пам'ятки Вінницької області